# ریتا هیورث
ریتا هِیوُرث (به انگلیسی: Rita Hayworth) با نام تولد مارگاریتا کارمن کانسینو (به انگلیسی: Margarita Carmen Cansino) ‏(۱۷ اکتبر ۱۹۱۸ – ۱۴ مه ۱۹۸۷ در نیویورک) بازیگر آمریکایی برنده جایزه گلدن گلوب بود.
ریتا هیورث در سال ۱۹۴۹ با علی سلمان آقاخان (علی خان) ازدواج کرد و از او دختری به نام یاسمین دارد. هیورث در ۱۴ مه ۱۹۸۷ در ۶۸ سالگی بر اثر بیماری آلزایمر درگذشت. یاسمین مادر را در طول بیماری در خانه‌اش در نیویورک نگهداری کرد و آوازه همین فداکاری باعث شد که انجمن حمایت از بیماران آلزایمر به وجود آید.

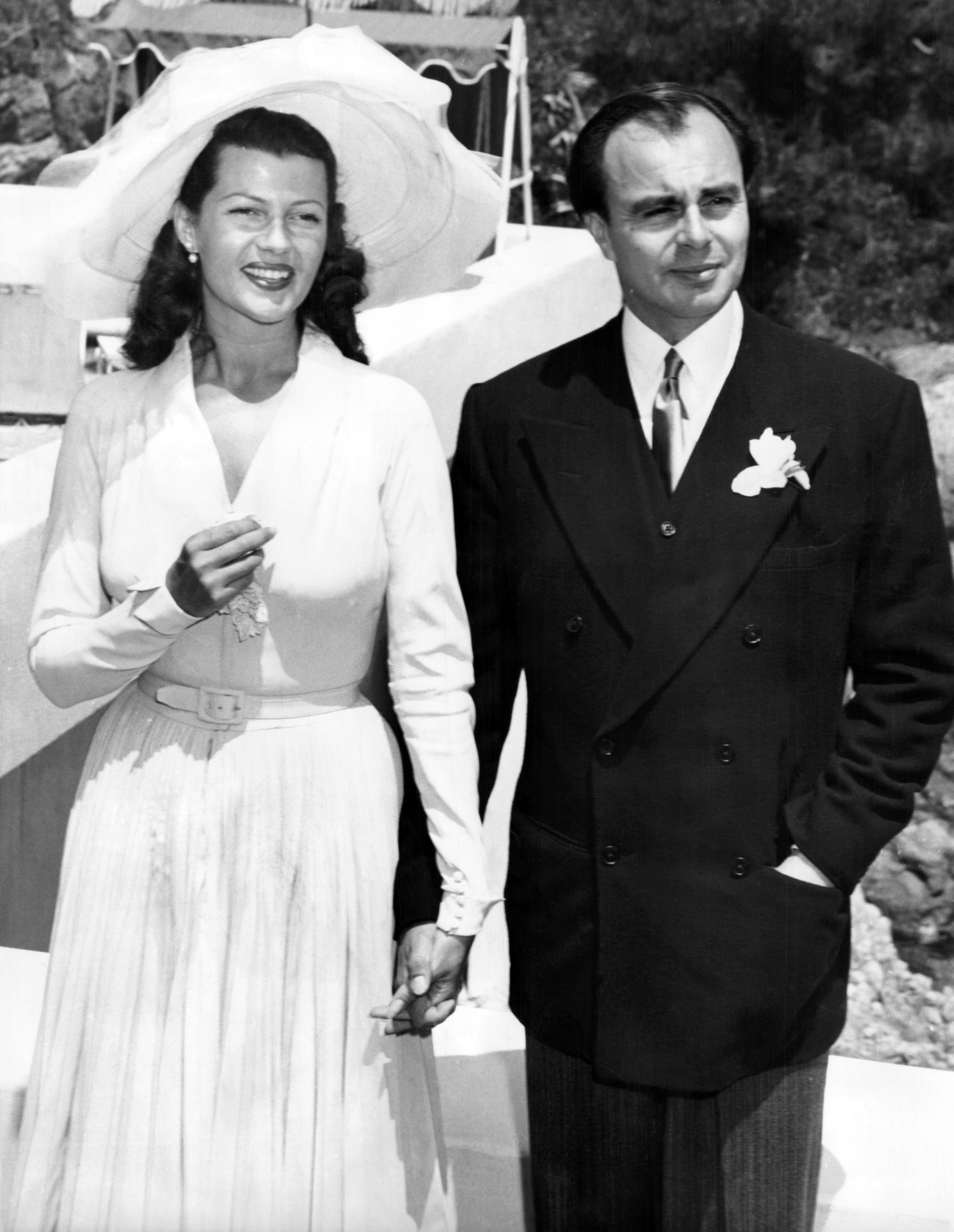
ازدواج او با علی خان (پدر کریم آقاخان)

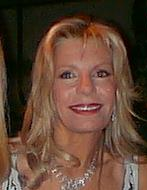
یاسمین آقاخان

## فیلم‌شناسی
- فقط فرشتگان بال دارند (۱۹۳۹) [۱۱]
- خون و شن (۱۹۴۱)
- زنی با موهای شرابی بلوند (۱۹۴۱)
- داستان‌های منهتن (۱۹۴۲)
- گیلدا (۱۹۴۶)
- بانویی از شانگهای (۱۹۴۷)
- عشق‌های کارمن (۱۹۴۸)
- سالومه (۱۹۵۳)
- خانم سیدی تامسون (۱۹۵۳)
- میزهای تک‌نفره (۱۹۵۸)[۱۲]
- آنها به کوردورا آمدند (۱۹۵۹)
- دنیای سیرک (۱۹۶۴)
- خشخاش هم گلی است (۱۹۶۶) [۱۳]

## جوایز
- نامزد جایزه گلدن گلوب بهترین بازیگر زن فیلم درام سال ۱۹۶۴